# Adolf Jenny
Adolf Jenny (* 29. Juli 1851 in Unterkulm, Aargau; † 16. April 1941 in Schönenwerd, Solothurn) war ein Schweizer Unternehmer.

## Leben
Nachdem Adolf Jenny die Kantonsschule in Aarau besucht hatte, erlernte er eine kaufmännische Lehre in einem Burgdorfer Handelshaus und lernte danach in einem Institut in Welschland Französisch. Ab 1872 war Jenny Reisevertreter bei Benz & Cie. in Biel und danach war er für kurze Zeit als Prokurist wieder im Lehrgeschäft in Burgdorf tätig.
Zusammen mit dem Färbermeister Weigle erwarb er 1876 eine Wollstofffärberei- und Druckerei in Aarau. Nachdem der Färbermeister Weigle gesundheitsbedingt zurücktreten musste, baute Jenny das Geschäft zusammen mit seinen beiden Söhnen aus. 1933 zog er sich aus dem Geschäftsleben zurück.
Für die demokratische Partei sass er von 1885 bis 1891 im aargauischen Grossen Rat. Er war Mitglied der Staatsrechnungskommission. Jenny war von 1883 bis 1887 Mitgründer und erster Präsident der Kaufmännischen Gesellschaft Aarau, Hauptinitiant der Einführung des Telefons in Aarau sowie des Baus des städtischen Elektrizitätswerks.
Von 1888 bis 1898 war Jenny Präsident des Aargauischen Handels- und Industrievereins und von 1906 bis 1926 Präsident der Aargauischen Handelskammer. Er war langjähriges Mitglied der Schweizerischen Handelskammer und ab 1923 Ehrenmitglied. 1897–1937 war er im Aufsichtsrat der Aargauischen Gebäudeversicherungsanstalt.
1907 Gründete Jenny den Arbeitgeberverband Aarau, der als Vorläufer des 1919 gegründeten Aargauer Arbeitgeberverbands galt. 1914–1929 war er Präsident der Allgemeinen Aargauischen Ersparniskasse.
Jenny war ab 1876 mit Elise Kunz verheiratet.